# ブランドフォルディア属
ブランドフォルディア属（ブランドフォルディアぞく、学：Blandfordia）は、ブランドフォルディア科に含まれる植物の一つ。
ブランドフォルディア科は、本属でのみ構成される単型の科である。英名はクリスマスベルズ。かつてはユリ科に分類されていた。ブランドフォーディア属とも呼ばれる。

## 概要
オーストラリアのグレードディヴァイディング山脈（クイーンズランド州南東部～ニューサウスウェールズ州中部、ビクトリア州、タスマニア州）周辺の海岸沿いに自生する宿根草の固有種である。花はユリ科の植物に多く見られる同花被花で、先端が浅く6裂する。形状は深い壺型をしており、花筒の部分は3㎝程度になる。花弁の縁は黄色で、それ以外の部分は朱色に近い色をしている。細長く直立する花茎の先端に6～10輪程度花を着花し、クンシランやキルタンサスに草姿は似る。雄蕊は長く、花筒から葯（やく）がはみ出て見える。葉はススキに似て剣先状で、地上部に叢生し、花茎の基部から放射状に生える。花茎が立っている場合草丈は60㎝程度まで成長し、花茎を除いた大きさは10㎝程度になる。

## 栽培方法
鮮やかで、目立つ花を咲かせるが、日本での流通は非常に少なく、稀に切り花で流通する程度である。オーストラリアで夏頃生産された切り花が冬（11～1月）に日本に輸入されるようになっている。オーストラリアでは切り花として人気で、大量生産の為乱獲されて絶滅の危機に瀕している。

## 名称について
属名Blandfordiaの由来は不明。

## 下位分類

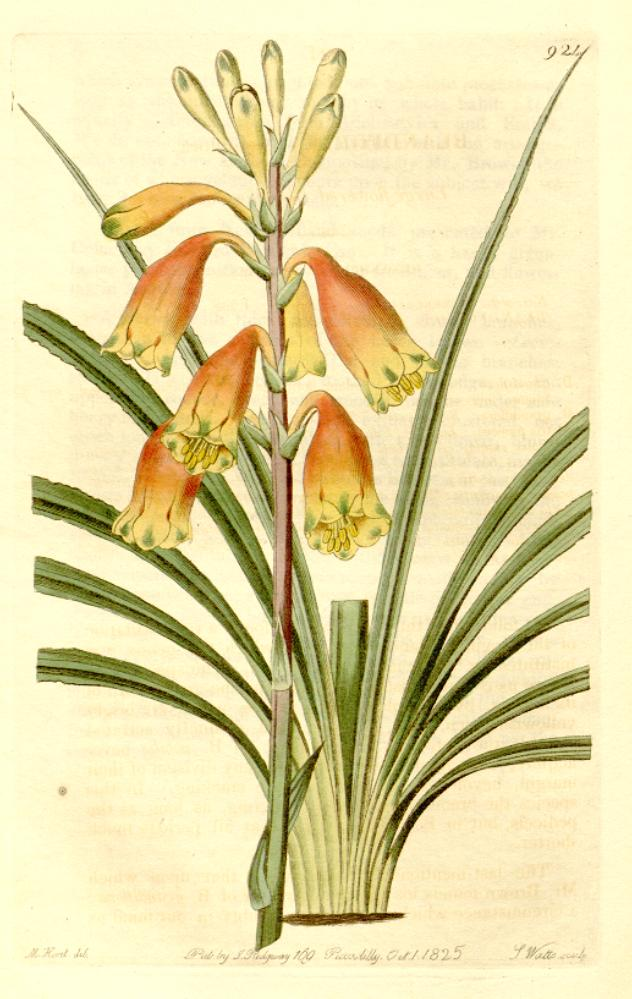
グランディフローラ種のスケッチ

ブランドフォルディア属は4種が認められる。いずれもオーストラリア大陸南東部にのみ生息する地域固有種である。
- ブランドフォルディア・クニングハミー

　（Blandfordia cunninghamii）
オーストラリアのニューサウスウェールズ州に自生する種類。花茎の先端に玉状に花を咲かせる。
- ブランドフォルディア・グランディフローラ

　（Blandfordia grandiflora）
最も日本で流通している種。花は花茎の先端に10輪程度付く。ニューサウスウェールズ州と、クイーンズランド州に自生する。
- ブランドフォルディア・ノビリス

　（Blandfordia nobilis）
オーストラリアのニューサウスウェールズ州に自生する種類。グランディフローラ種に似るが、花茎先端に付く花の量は少ない。
- ブランドフォルディア・プニケア

　（Blandfordia punicea）
タスマニア州やビクトリア州に自生する。他の種と比べて赤みの強い花を咲かせる。

## ギャラリー

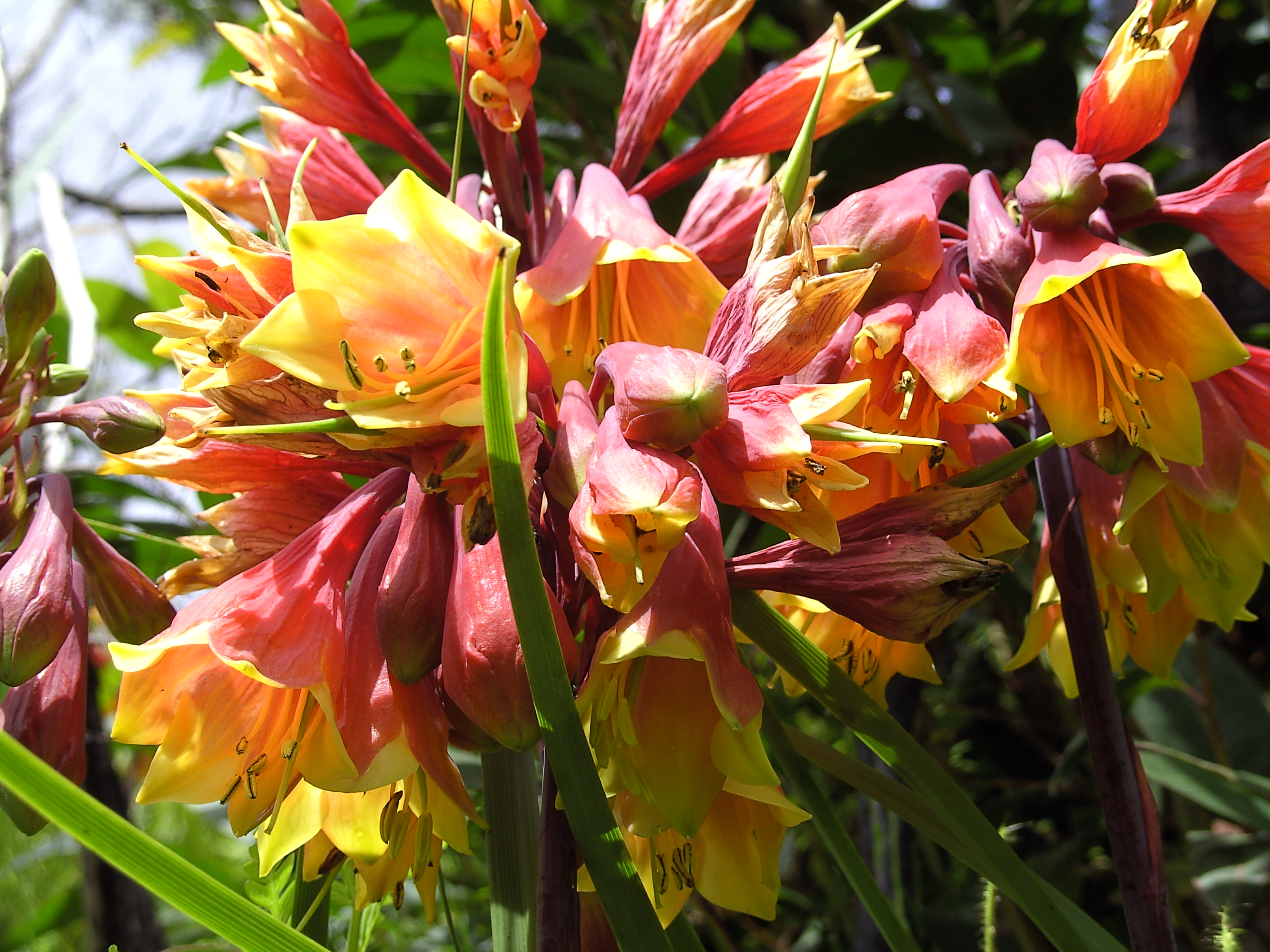
クニングハミー種
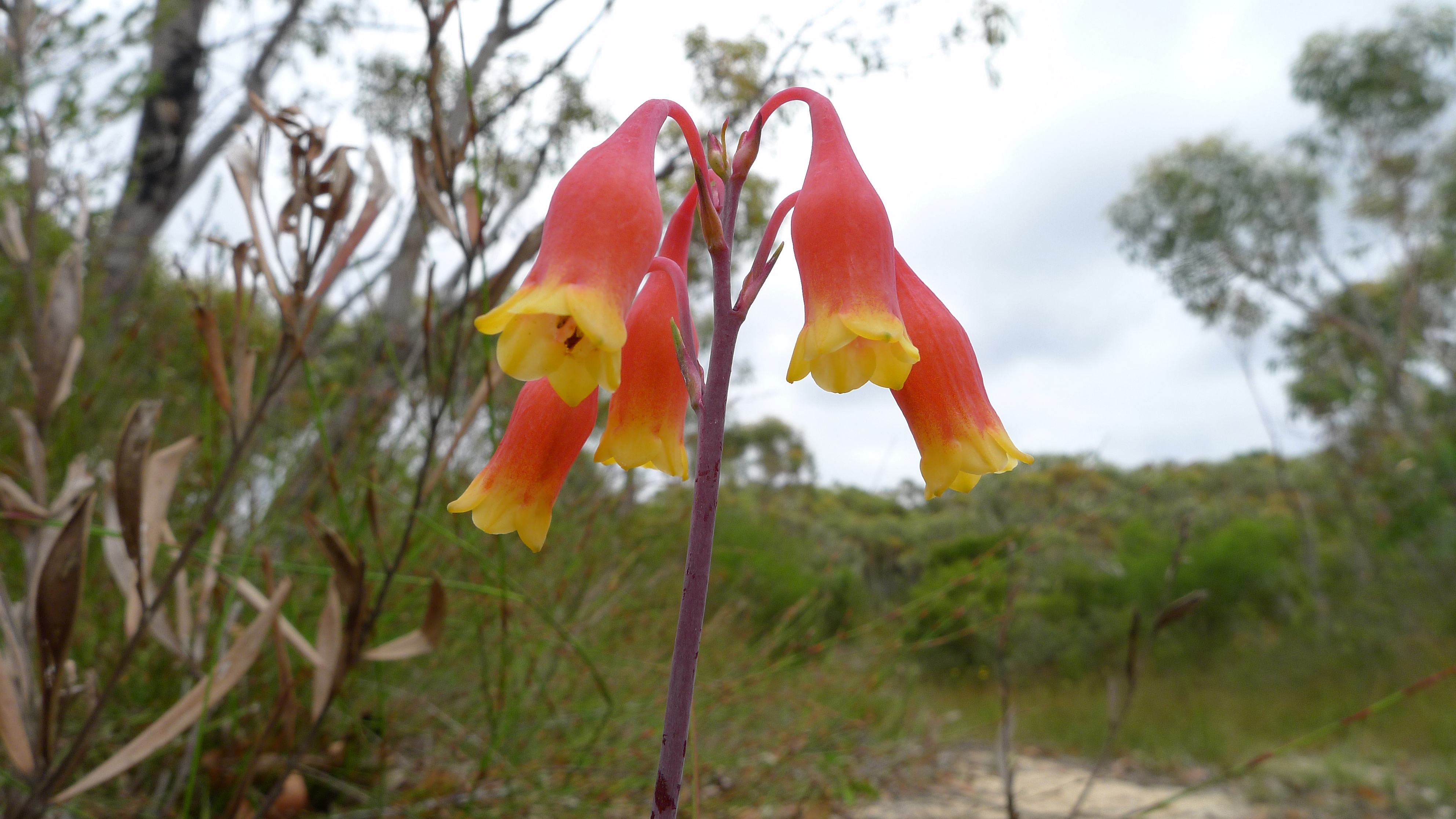
ノビリス種
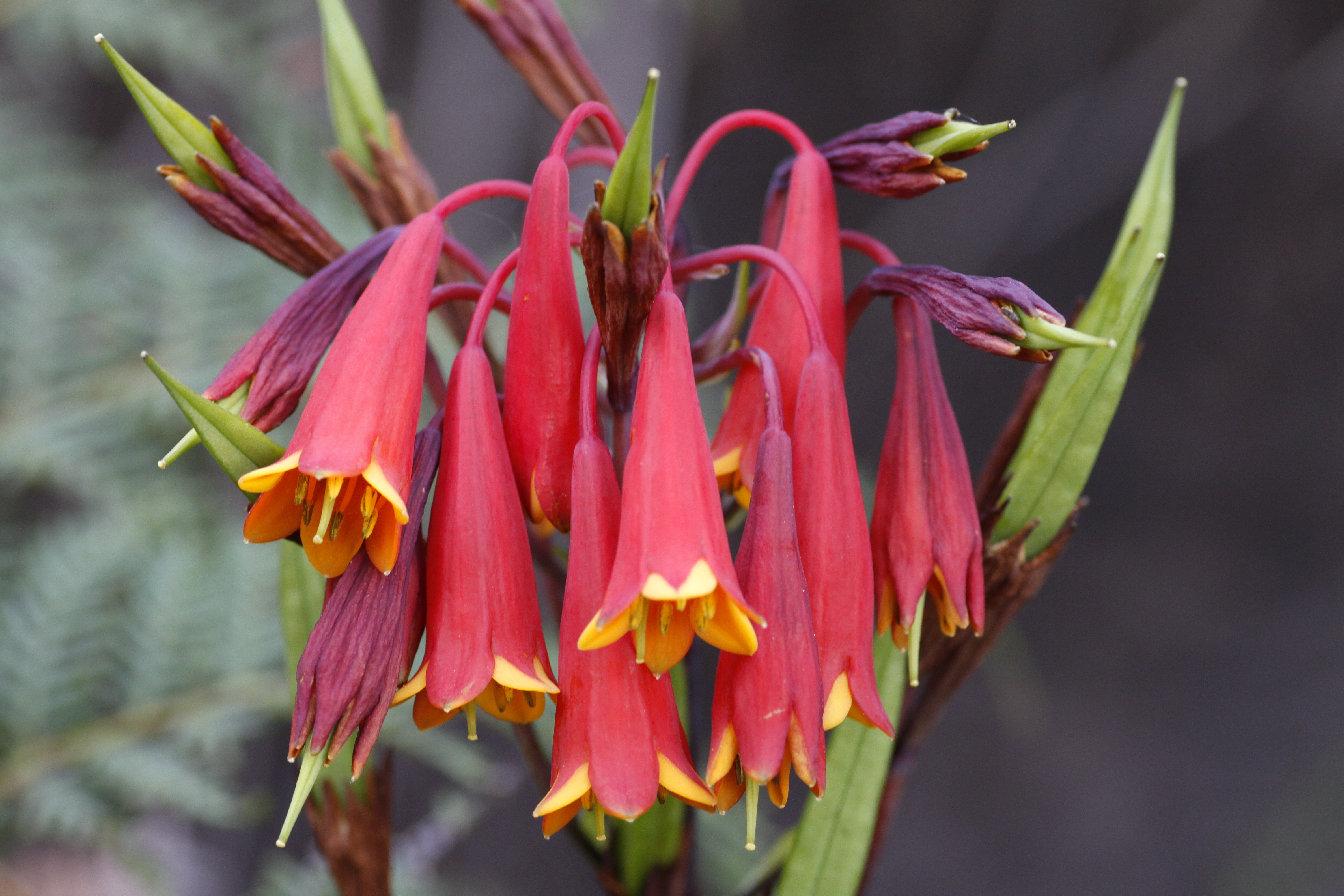
プニケア種